# Dekanat pobiedziski
Dekanat pobiedziski – jeden z 30 dekanatów archidiecezji gnieźnieńskiej.
W skład dekanatu wchodzą parafie:
- Parafia pw. św. Marcina w Dziekanowicach
- Parafia pw. Narodzenia NMP w Imielnie
- Parafia pw. Niepokalanego Serca NMP w Jerzykowie
- Parafia pw. św. Mikołaja w Łubowie
- Parafia pw. św. Michała Archanioła w Pobiedziskach
- Parafia pw. św. Ducha w Pobiedziskach
- Parafia pw. MB Nieustającej Pomocy w Pobiedziskach-Letnisku Leśnym
- Parafia pw. św. Katarzyny Aleksandryjskiej w Węglewie